# Kusamochi
Kusamochi (jap. 草餅) sind kleine Reiskuchen aus der japanischen Küche mit gedämpftem Beifuß. Sie werden auch Yomogimochi (蓬餅) genannt. Traditionell werden sie im Frühling mit Anko (roter Bohnenpaste) serviert und bestehen aus Beifuß, Zucker und Reismehl. Für die individuelle Gestaltung werden Lebensmittelfarbstoffe verwendet.
Im alten China glaubte man, der Duft von Gras vertreibe böse Geister. Deshalb gibt es einen Brauch, am dritten Tag des dritten Monats einen Reiskuchen mit gedämpften Ruhrkräutern zu essen. Im 9. Jahrhundert soll der Brauch von China nach Japan gekommen sein. In der Edo-Zeit begannen die Menschen, Beifuß anstelle von Ruhrkräutern für die Zubereitung von Kusamochi zu verwenden.
Heute werden sie nicht nur am 3. März, sondern das ganze Jahr über gegessen. Je nach Region gibt es unterschiedliche Arten, wie Kusamochi zubereitet und verzehrt werden.